# Sirens (TV-serie)
Sirens är en amerikansk mörk komediserie som hade premiär den 22 maj 2025 på Netflix. Serien, som består av fem avsnitt, är skapad av Molly Smith Metzler.

## Handling
Devon tycker att hennes syster Simone har en riktigt obehaglig relation med sin nya chef Michaela Kell. Michaelas  liv i lyx är som en drog för Simone, och Devon har bestämt sig för att det är dags för att agera.

## Rollista (i urval)
| Julianne Moore | – Michaela Kell   |
| Meghann Fahy   | – Devon DeWitt    |
| Milly Alcock   | – Simone DeWitt   |
| Kevin Bacon    | – Peter Kell      |
| Glenn Howerton | – Ethan Corbin II |
| Josh Segarra   | – Raymond         |
| Felix Solis    | – Jose            |
| Britne Oldford | – Missy           |
| Lauren Weedman | – Patrice         |
| Jenn Lyon      | – Cloe            |
| Bill Camp      | – Bruce DeWitt    |